# Сеєниці
Сеєниці (словен. Sejenice) — поселення в общині Требнє, регіон Південно-Східна Словенія, Словенія.